# After Burner II
After Burner II es un videojuego de tipo Matamarcianos creado por Sega y publicado originalmente como arcade en octubre de 1987 en Japón, apareciendo posteriormente múltiples conversiones. Es una secuela de After Burner, aunque debido a los escasos cambios con su predecesor más bien podría considerarse una actualización.
Se lanzó en los Estados Unidos en enero de 1988, posteriormente se lanzaron otras versiones como Amiga, Atari ST, Sega Mega Drive, Sega Saturn, PC Engine, MS-DOS, C64, 32X, Playstation 2, MSX, etc.-